# Walter Gehlhoff

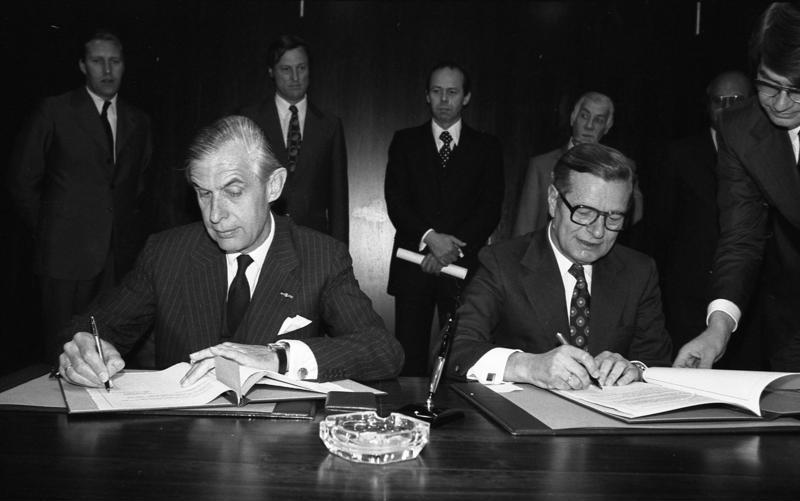
Walter Gehlhoff (rechts) mit dem niederländischen Botschafter in Bonn, 1975

Walter Gehlhoff (* 6. Mai 1922 in Berlin; † 15. August 2004 in Ittenbach) war ein deutscher Diplomat und Staatssekretär im Auswärtigen Amt (1974–1977).

## Leben
Walter Gehlhoff absolvierte von 1940 bis 1942 ein Studium der Medizin, das er von 1946 bis 1948 fortsetzte. Es folgte von 1948/1949 bis 1950 ein Studium der Philosophie, der Soziologie und der Nationalökonomie. Von 1949 bis 1950 führte ihn ein Studienaufenthalt nach Florenz. Im Jahre 1952 wurde er zum Dr. med. promoviert. Er war von 1951 bis 1984 Mitarbeiter des Auswärtigen Amtes. Den ersten Auslandsposten hatte er von 1953 bis 1956 an der Botschaft in Kairo. Von 1956 bis 1958 war er an der Auslandsvertretung in Beirut tätig. Es folgten zwei Jahre in der Zentrale des Auswärtigen Amtes, bevor er von 1960 bis 1966 an die Botschaft nach Teheran wirkte. Von 1966 bis 1970 arbeitete er erneut in der Zentrale, dort war er in der Politischen Abteilung Leiter des Referats I B 4 für den Nahen Osten und Nord-Afrika sowie ab 1969 Leiter der Unterabteilung I B. Im Jahre 1970 wurde er Ministerialdirigent und übernahm in Bonn als 2. Politischer Direktor die stellvertretende Leitung der Politischen Abteilung.
Walter Gehlhoff war von 1971 bis 1974 Ständiger Beobachter der Bundesrepublik Deutschland bei den Vereinten Nationen und nach der Aufnahme der Bundesrepublik Deutschland am 15. September 1973 war er der erste Botschafter dort. Von 1974 bis 1977 war er Beamteter Staatssekretär im Auswärtigen Amt unter Außenminister Genscher, von 1977 bis 1984 Botschafter der Bundesrepublik Deutschland beim Heiligen Stuhl.
Nach Eintritt in den Ruhestand engagierte sich Gehlhoff unter anderem im Präsidium der Deutschen Gesellschaft für die Vereinten Nationen (DGVN). Als Botschafter a. D. überprüfte er unter anderem 1984 bis 1986 den Deutsch-Britischen Jugendaustausch. Von 1985 bis 1989 war er Mitglied des Exekutivrats der UNESCO.
Walter Gehlhoff war verheiratet und hatte drei Kinder.

## Veröffentlichungen
- Krise und Wandel in der UNESCO. In: Europa-Archiv. 19/1992, S. 564.
- Der Weg der Bundesrepublik Deutschland in die Vereinten Nationen. In: Deutsche Gesellschaft für die Vereinten Nationen (Hrsg.): Die Vereinten Nationen und deutsche VN-Politik – aus persönlicher Sicht. Deutsche VN-Botschafter berichten. Deutsche Gesellschaft für die Vereinten Nationen-Texte 39, Bonn 1991, S. 18–39.